# قطعنامه ۵۰۱ شورای امنیت
قطعنامه ۵۰۱ شورای امنیت سازمان ملل متحد که در تاریخ ۲۵ فوریه ۱۹۸۲ تصویب شد، سندی بین‌المللی دربارهٔ اسرائیل-لبنان است. این قطعنامه طی نشست ۲۳۳۲ام با ۱۳ موافق، ۰ مخالف و ۲ ممتنع تصویب شد.